# J-Melo
J-Melo é um programa da NHK criado em 2005 e inicialmente  apresentado por Mai Takematsu. Desde 2008 é apresentado por May J.. O programa fala sobre temas ligados ao J-pop e outros gêneros, além de ter participações especiais de vários artistas. Possui um modo de apresentar totalmente novo e inusitado sendo emitido com exclusividade pela MTV. Em 2008 o programa recebeu várias participações especias como Leah Dizon.

## História do programa

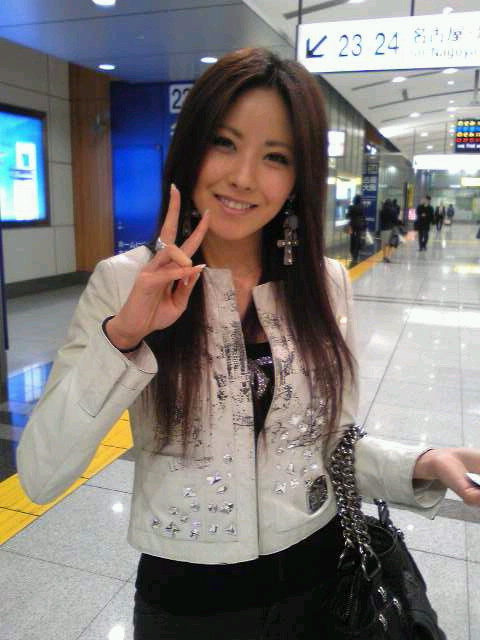
Melody. Apresentou o J-Melo de abril a outubro de 2007.

O programa começou a transmitir em 7 de outubro de 2005 e foi apresentado por Mai Takematsu, uma harpista japonesa. O nome "J-Melo" vem das palavras "Japão", "Melodia" e "Mellow". O show é o primeiro programa de música japonesa produzido pela NHK a ser gravado inteiramente em inglês e apresenta vários músicos japoneses para o resto do mundo através de sua estação global de televisão: NHK World. O show também é exibido no Japão em inglês com legendas em japonês. Em março de 2007, Mai Takematsu deixou o programa para seguir sua carreira médica, e em abril de 2007, ela foi substituída pela cantora japonesa, Melody. Ela apresentou o show até dezembro de 2007, quando foi anunciado que May J. irá conduzir os episódios seguintes. O novo J-Melo estreou em outubro de 2008, com May J.

## Segmentos
J-Melo tem um tema semanal, aonde a maior parte do conteúdo gira em torno. Estes incluem tópicos como "Summer Favorites", "Musicians Okinawa" ou "Summer Rock Festivals". A cada dois meses, o programa também tem uma solicitação especial, no qual os telespectadores enviam solicitações pelo site J-Melo. (Em um pedido especial em junho de 2007, foi revelado que o ato musical japonês mais solicitado é L'Arc-en-Cield.) Em 2007, o programa apresentou o segmento "Japan dance Music Adventure", um especial de dança mensal, onde o anfitrião visita o Japão em busca de música tradicional e moderna.